# اسکو

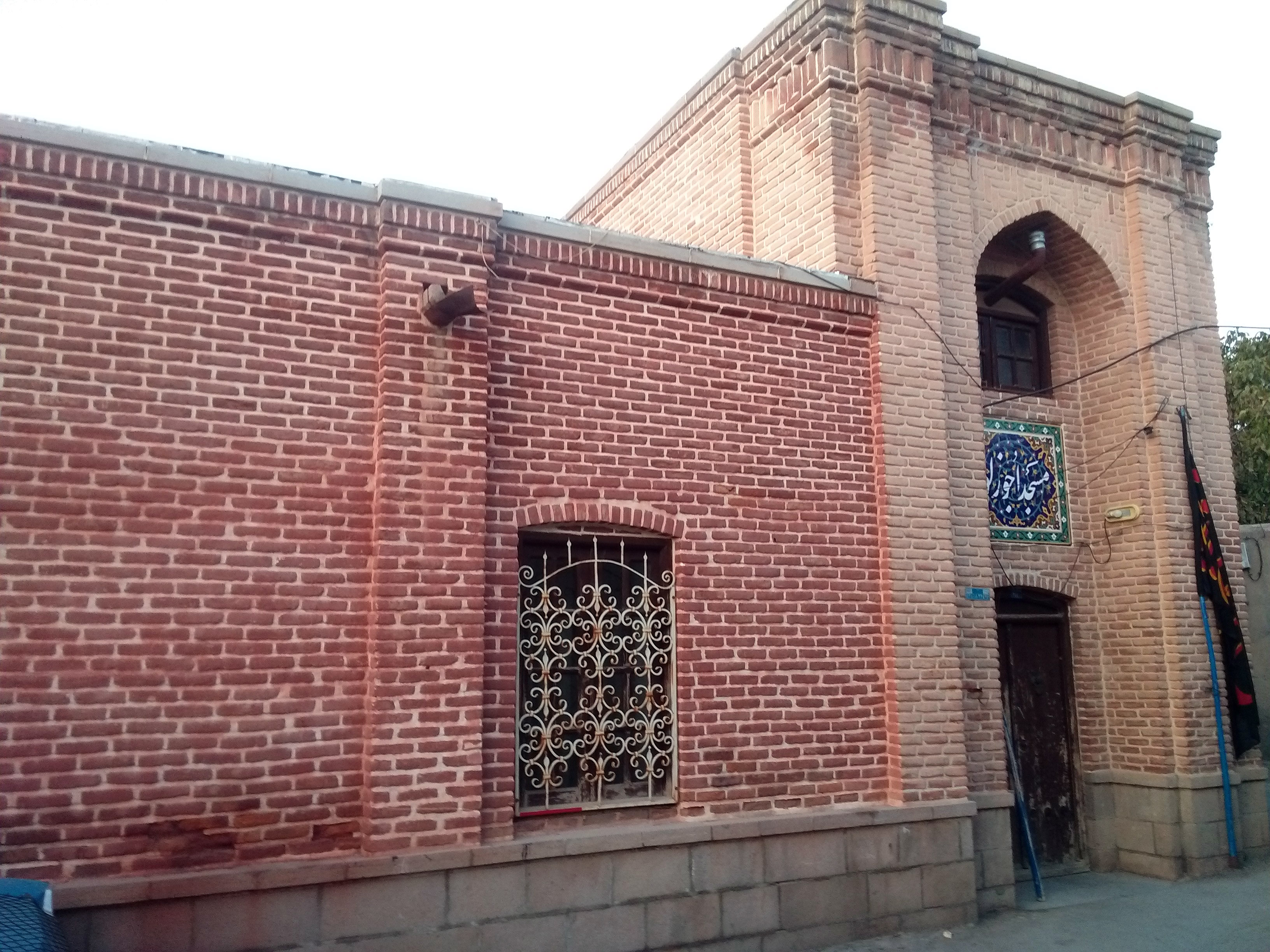
مسجد اوجوزلو

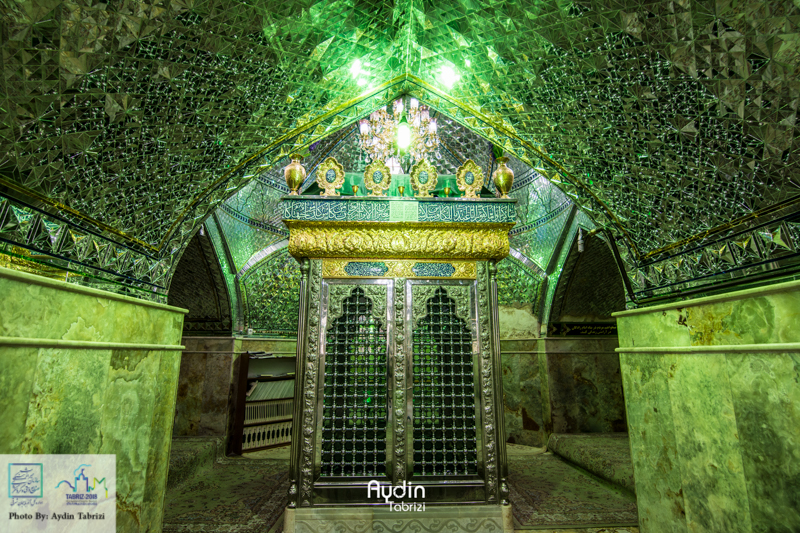
امامزاده اسکو

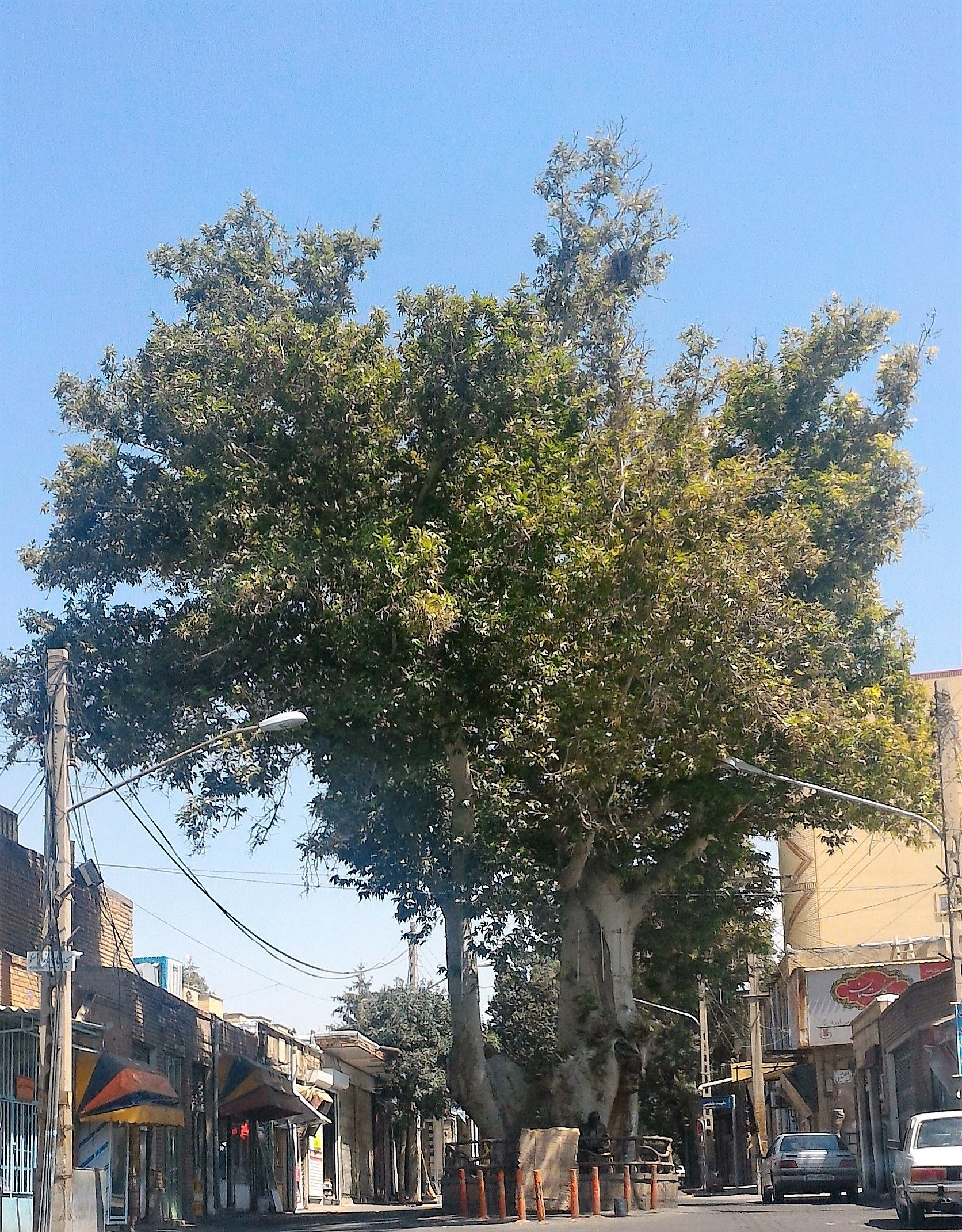
درخت چنار کهنسال اسکو

اُسکو یکی از شهرهای غربی استان آذربایجان شرقی و مرکز شهرستان اسکو است. این شهر در دامنهٔ شمال غربی رشته‌کوه سهند و در ارتفاع ۱٬۵۷۹ متر متری از سطح دریا قرار گرفته‌است.

اسکو یکی از قدیمی‌ترین شهرهای استان آذربایجان شرقی است. نام قدیم این شهر، «اوشکایا» است که در کتیبه سارگن دوم (پادشاه آشور) در سده نخست پیش از میلاد، به آن اشاره شده‌است.
اسکو یکی از قطب‌های مهم صنایع دستی و گردشگری در استان آذربایجان شرقی است. شهر اسکو به شهر ملی چاپ باتیک در ایران شناخته می‌شود.
ناصرالدین‌شاه چهارمین شاه از دودمان قاجاریان ایران در تاریخ ۱۷ ژوئن ۱۸۳۱ (۲۵ تیر ۱۲۱۰) در روستای کهنمو در نزدیکی شهر اسکو متولد شد.

## پیشینه
در گذشته شهری در دامنهٔ سهند و شرق دریاچهٔ ارومیه به‌نام «اوشکایا» وجود داشته که گویا در محل اسکوی فعلی بوده‌است. نام این شهر در کتیبهٔ ارگیشتی اول و نیز سارگن دوم (پادشاه آشور) آمده‌است؛ به گونه‌ای که سارگن دوم در کتیبهٔ خود که متعلق به سدهٔ نخست پیش از میلاد است، از هجوم جنگ‌جویان آشوری به سرزمین اورارتو و به آتش‌کشیدن اوشکایا (اسکو) و آبادی‌های اطراف آن سخن به میان آورده‌است. نادری در عالم‌آرا نیز اسکو را یکی از آبادترین مناطق آذربایجان معرفی می‌کند.
در جریان انقلاب مشروطیت مردم اسکو همپای مردم تبریز علیه قزاقان شوروی و نیروهای دولتی دست به اعتراض زده‌اند.
اهالی اسکو را آذربایجانی‌ها تشکیل داده و زبان اهالی اسکو ترکی آذربایجانی می‌باشد.

## فرهنگ و تحصیلات
شهر اسکو از دیرباز به داشتن محیط فرهنگی و تعداد زیاد افراد تحصیل‌کرده دانشگاهی ممتاز و سرآمد در کشور و برخورداری از غنای فرهنگی در منطقهٔ شمال غرب کشور معروف بوده‌است. تحصیل علم و دانش از دیرباز مورد علاقهٔ مردم اسکو بوده‌است.
نخستین مدرسهٔ اسکو توسط سید رضا اسکویی در سال ۳۳۸ هجری تأسیس شده‌است. برخی از مشاهیر این شهر عبارتند از:
- امیر ابوالقاسم اسکویی
- نجم‌الدین محمد اسکویی
- محمدباقر بن محمدسلیم قراجه‌داغی اسکویی
- موسی بن محمدباقر حایری اسکویی

## صنایع دستی
اسکو مرکز اصلی تجمع کارگاه‌های چاپ باتیک یا چاپ کَلاقه‌ای در استان آذربایجان شرقی و قطب اصلی این هنر-صنعت در کشور محسوب می‌شود. اسکو از مراکز مهم تولید پارچه‌های حریر ابریشمی به‌خصوص پارچه‌های زیبا و خوش‌سلیقهٔ کلاقه‌ای است که به صورت طبیعی و مصنوعی توسط هنرمندان اسکویی تولید می‌شوند، و علاوه بر مصرف در داخل، به کشورهای مشترک‌المنافع نیز صادر می‌گردند.
تولید این نوع پارچه به دورهٔ انقلاب مشروطیت برمی‌گردد. برخی از اهالی شهر اسکو که در آن زمان جهت امرار معاش به کشورهای اقماری شوروی سابق رفته بودند، هنگام بازگشت به میهن، صنعت بافت و تولید پارچه‌های کلاقه‌ای را از شهر گنجه جمهوری آذربایجان با خود به اسکو منتقل کردند و رفته‌رفته رونق و آوازهٔ این نوع پارچه‌های ساخت اسکو در منطقه فراگیر شد. در حال حاضر تولیدات باتیک به کشورهای آلمان، آمریکا، آذربایجان، ترکیه و ترکمنستان صادر می‌شود.

## بناهای تاریخی
از بناهای تاریخی اسکو که در فهرست آثار ملی ایران به ثبت رسیده‌اند، می‌توان به موارد زیر اشاره کرد:
- آرامگاه الله بنده‌سی
- آرامگاه پیرحیدر
- امامزاده اسکو (حسین بن عبدالغفار)
- بازار اسکو
- حمام آقا
- حمام میلان
- حمام محمود بهادری
- خانه ارادت
- خانه تقی‌زاده اسکویی
- درخت چنار کهنسال اسکو
- قنات میلان
- مسجد اوجوزلو
- مسجد پایتخت
- مسجد جامع میلان
- مسجد جامع سبزه‌میدان

## مدارس
نخستین دبستان اسکو در سال ۱۳۲۸ قمری ساخته شد. ساختمان اولیهٔ این دبستان، در واقع قدیمی‌ترین مکتبخانهٔ شهر اسکو بود؛ بنایی در کنار مسجد جامع شهر، که چهار حجره داشت. تاریخ دقیق بنای مکتب مزبور به درستی معلوم نیست، اما طبق تحقیقات انجام شده توسط غلامحسین حقانی، به احتمال زیاد هنگام ساخت مسجد جامع، آن را ایجاد کرده بودند. زمانی (در حدود سال ۱۲۵۰ هجری قمری) ملا رسول اسکویی در این مکتب شاگردان بسیاری داشت. پس از فوت وی در سال ۱۲۹۲ قمری، پسرش ملا علی خوشنویس، مکتبدار و متولی تعلیم و تربیت دانش‌آموزان شد.
در سال ۱۳۲۸ قمری (برابر با ۱۲۸۹ شمسی)، مازاد درآمد اوقاف اسکو سبب شد تا سه شخصیت برجسته، یعنی سید رضا و سید محمد آقا حائری و سید میرزا عبدالمحمد مجدالاسلامی (که بعدها به حسینی الهامی اسکویی شهرت یافت) تصمیم بگیرند که طبقهٔ فوقانی حجره‌های این مکتب در کوی سفلی را به بنای دبستان رضویهٔ اسکو اختصاص بدهند. بدین ترتیب دبستان رضویه، یعنی نخستین دبستان شهر، در سبزه‌میدان مقابل مسجد جامع پایه‌گذاری شد. در همان سال، برادر ستارخان به نام حاجی عظیم خان که به عنوان حاکم به اسکو اعزام شده بود، از مدرسهٔ نوبنیاد رضویه بازدید کرد و ضمن تأیید مدرسه، از فرهنگیان و بانیان آن تشکر و قدردانی نمود. سید میرزا عبدالمحمد حسینی الهامی اسکویی (مجدالاسلام سابق) که از شاگردان حاج میرزا علی ثقةالاسلام و از جمله مشروطه‌خواهان بود، به مدیریت دبستان انتخاب گردید و برادرش میرزا یوسف، آموزگار مدرسه شد. چندی بعد در سال ۱۳۳۶ قمری به علت گرانی و قحطی و رکود کسب و کار، مدرسه به حالت تعطیل درآمد، اما بعد از دو سال که جمعیت خیریهٔ اسکو تشکیل شد، با تلاش جمعیت مزبور، مدرسه مجدداً گشایش یافت.
لوح دبستان رضویه در سال ۱۳۰۳ شمسی در تبریز تهیه شد. روی آن این مضمون به چشم می‌خورد: «علم یا مرگ. طلب العلم فریضة علی کل مسلم و مسلمة». نیز در سال ۱۳۱۰ شمسی در زمان حکومت رضاشاه پهلوی، اهالی اسکو خواهان تأسیس یک مدرسهٔ دخترانه از محل درآمد اوقاف شدند. این تقاضا پذیرفته شد و در کوی فخرالدین در ملک وقفی، بنای مدرسه دخترانهٔ ناهید (زینب کبری امروزی) گذاشته شد و ساختمان مزبور ساخته شد (بر سردر ساختمان مزبور، این عبارت نوشته شد: «بر حسب دستور آقای دکتر احمدخان محسنی، رئیس تشکیلات معارف و اوقاف آذربایجان، این محل از عواید اوقاف اسکو ساخته شد»). به این ترتیب، در حالی که کمتر شهری در ایران مدرسهٔ دخترانه داشت، شهر اسکو صاحب دبستان دخترانهٔ ناهید شد.
هنوز زمان زیادی از بنای مدرسه دخترانه نگذشته بود که اهالی اسکو تصمیم گرفتند دبیرستان هم داشته باشند؛ لذا در یکی از اتاق‌های دبستان شاپور اقدام به دایر نمودن کلاس دبیرستان کردند و با مساعدت اهالی اسکو و همچنین وجوه حاصله از کوپن یک ریالی قند و شکر که جمع‌آوری کردند، عملیات احداث ساختمان دبیرستان به صورت واحدی متصل به دبستان شاپور با سرپرستی ابوالفضل سعیدپور آذر، نمایندهٔ فرهنگ و اوقاف وقت، آغاز و شالودهٔ بنای آن نهاده شد. مدتی بعد ساختمان دبیرستان به علت نبود پول کافی، نیمه‌کاره رها شد.
اندکی بعد چنین مقرر شد که وجه‌الاجارهٔ سالیانهٔ یک شبانه‌روزِ کلیهٔ قنات‌های جاریهٔ اراضی اسکو و عواید حاصله از فروش آب‌های زمستانی به نفع تکمیل ساختمان دبیرستان به فرهنگ اختصاص یابد. بدین ترتیب از ناحیهٔ کمک‌ها و اعانات مردمی، نواقص بنا مرتفع گردید و کلاس هفتم در سال ۱۳۲۷ شمسی و کلاس هشتم در سال بعد و کلاس نهم هم پس از این دو کلاس، دایر شد. به این ترتیب دبیرستان شاپور در سال ۱۳۲۹ شمسی به‌طور رسمی تأسیس گردید و شروع به فعالیت کرد.
سپس در سال ۱۳۳۴ شمسی دبیرستان دانش تأسیس شد و بعد از آن کلاس‌های آن تا کلاس ششم طبیعی تکمیل گردید. در فاصلهٔ سال‌های ۱۳۲۷ و ۱۳۳۰ شمسی، دبیرستان دخترانه ناهید تأسیس شد و چنان مورد استقبال قرار گرفت که به صورت دو شیفته کار می‌کرد. باید توجه داشت که همهٔ این فعالیتها مقارن با زمانی بود که مدارس به سبک جدید حتی در شهر بزرگ چون تبریز کم‌شمار و اندک بودند.

## جمعیت
جمعیت شهر اسکو برپایهٔ سرشماری عمومی نفوس و مسکن سال ۱۳۸۵ خورشیدی بالغ بر ۱۸٬۴۵۹ نفر بوده که از این تعداد، ۸٬۰۴۰ نفر مرد و ۸٬۱۰۰ نفر زن بوده‌اند؛ همچنین تعداد خانوارهای ساکن این شهر، بالغ بر ۴٬۹۲۸ خانوار بوده‌است. براساس همین سرشماری از مجموع افراد پاسخ‌دهنده در اسکو، ۱۲٬۷۸۴ نفر باسواد و ۲٬۰۴۹ نفر بی‌سواد بوده‌اند.